# Ionela Tirlea-Manolache
Ionela Tirlea-Manolache (Râmnicu Vâlcea, Rumania, 9 de febrero de 1976) es una atleta rumana, especializada en la prueba de 400 m vallas en la que llegó a ser subcampeona olímpica en 2004.

## Carrera deportiva
En el Campeonato Europeo de Atletismo de 2002 ganó la medalla de oro en los 400 metros vallas, con un tiempo de 54.95 segundos, llegando a meta por delante de la alemana Heike Meißner y la polaca Anna Olichwierczuk (bronce).
Dos años después, en los JJ. OO. de Atenas 2004 ganó la medalla de plata en los 400 metros vallas, con un tiempo de 53.38 s, llegando a la meta tras la griega Fani Halkia y por delante de la ucraniana Tetyana Tereshchuk-Antipova.